# Museo archeologico nazionale di Firenze
Het Museo archeologico nazionale di Firenze is een museum in Florence in Italië.

## Geschiedenis
Het Nationaal museum van de Archeologie in Florence werd opgericht door Victor Emanuel I van Italië. Eerst was het museum gevestigd in het Foligno-klooster aan de Via Faenza. De collectie bestond toen uit Griekse en Romeinse antiquiteiten en voorwerpen uit het oude Egypte.
In 1880 verhuisde het museum naar het 17de-eeuwse Palazzo della Crocetta. Enkele delen van originele collectie zijn door de familie Medici uitgebreid.
Het museum raakte zwaar beschadigd tijdens de overstromingen van 1966 waardoor het enige tijd was gesloten.

## Collectie
Op de eerste etage is het Egyptische museum ondergebracht, recentelijk uitgebreid met twee zalen die zijn toegewijd aan Koptische antiquiteiten. Hier bevindt zich ook een sectie met stenen en bronzen Etruskische en Romeinse sculpturen.
Op de tweede verdieping bevindt zich de collectie Attisch keramiek met de kenmerkende rode en zwarte figuren. Op deze verdieping is naast een kleine collectie geometrisch Grieks keramiek, ook een sarcofaag te vinden.